# Pekan Gebang
Pekan Gebang is een bestuurslaag in het regentschap Langkat van de provincie Noord-Sumatra, Indonesië. Pekan Gebang telt 9082 inwoners (volkstelling 2010).